# Fabian Gustmeyer
Fabian Gustmeyer, Fabian Gustmeier, Fabian Gusemeyer, Fabianus Gustmeierus, Fabien Gustmeyer, Fabianus Gustmeier (ur. w Eutin, Holsztyn, zm. przed 23 listopada 1678 w Kopenhadze) – niemiecki prawnik, gdański urzędnik, dyplomata duński.
Pochodzenia niemieckiego. Studiował prawo na Uniwersytecie w Rostocku (1656-1657). Był sekretarzem miejskim w Gdańsku (1668-1672), następnie pełnił tam funkcję komisarza Danii (1673-1674). Był sekretarzem w Tyske Kancelli w Kopenhadze  (1677-). Pochowany w kościele św. Piotra w Kopenhadze 23 listopada 1678.

## Publikacje własne
- Fecialis Germanicus sive dissertatio de summo regimine bellico Imperii Romano-Germanici, Amsterdam 1662, współautor
- Der Christlichsten Königin Recht auff Brabant und andre Länder Spanischen Gebietes Aus dem Frantzösischen übergesetzt, Leipzig 1668
- Epistola mercatoris cujusdam ad Equitem Polonum statum modernum rei monetariae concernens ex idiomate Polonico ... versum, Danzig 1669